# Hedyotis koana
Hedyotis koana är en måreväxtart som beskrevs av R.J.Wang. Hedyotis koana ingår i släktet Hedyotis och familjen måreväxter. Inga underarter finns listade i Catalogue of Life.